# Sid Ahmed Belkedrouci
Sid Ahmed Belkedrouci (en arabe : سيد أحمد بلقدروسي), né le 20 décembre 1950 à Oujda au Maroc, mort le 13 août 2024, est un footballeur international algérien des années 1970. Jouant au poste de milieu, il a fait les beaux jours du MC Oran.
Il compte vingt sélections en équipe nationale entre 1974 et 1979. Il a également joué pour l'équipe nationale militaire (service national HESM Sidi Bel Abbès), international universitaire 1974 et a été dans la sélection Oranie junior 1968.

## Palmarès

### En Club
- Vainqueur de la Coupe Algérie en 1975 avec le MC Oran

### Équipe d'Algérie
- Vainqueur des Jeux africains de 1978 à Alger avec l'Équipe d'Algérie

### Distinctions personnelles
- Meilleur buteur du Championnat d'Algérie 1973 (14 buts) et 1975 (18 buts) avec le MC Oran
- Meilleur buteur de la Coupe d'Algérie 1975 avec le MC Oran avec 7 buts